# Saumpfad

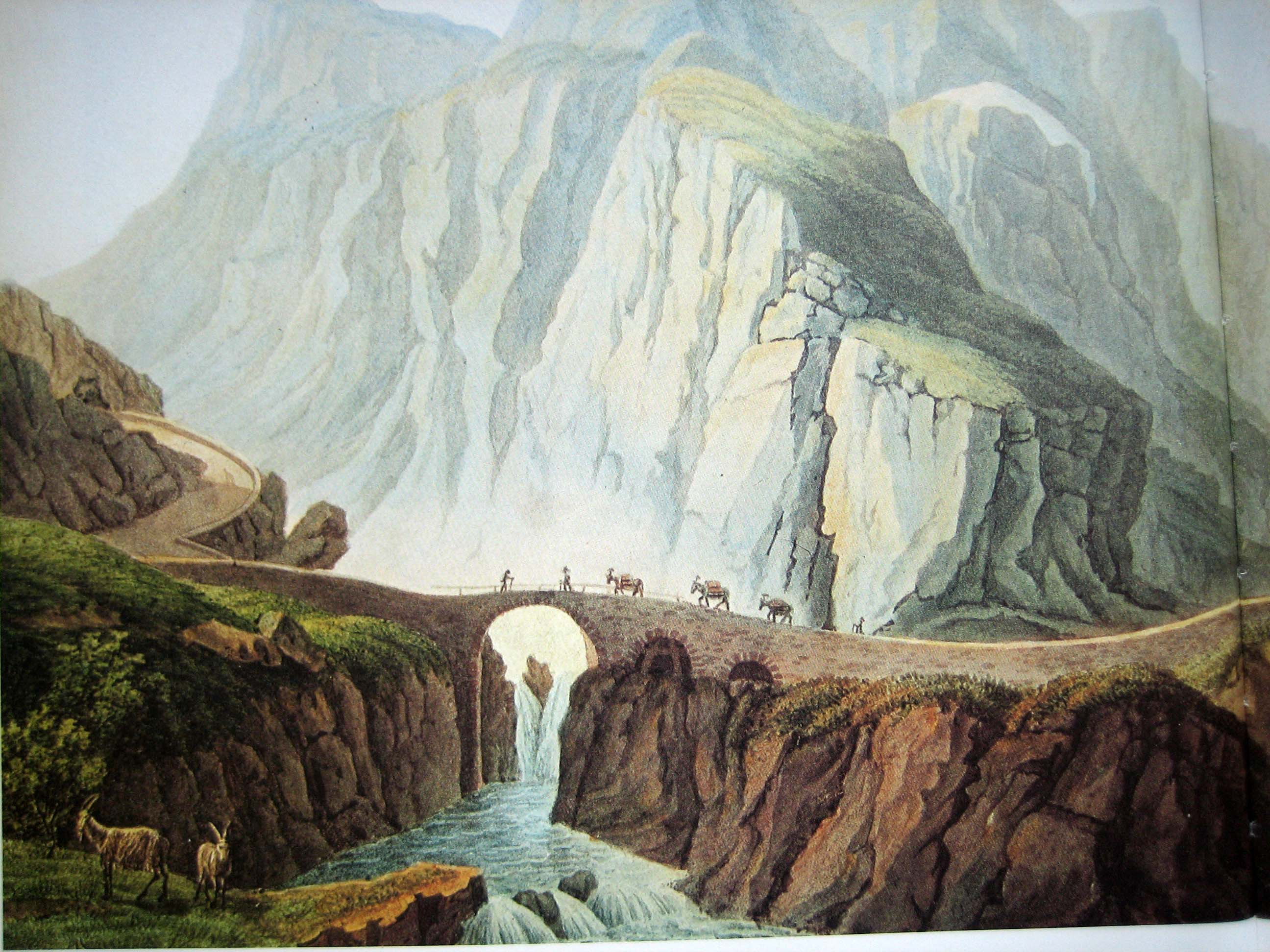
Kolonne von Saumtieren auf der Teufelsbrücke in der Schöllenen

Ein Saumpfad oder Saumweg ist eine für Wagen oder Gespanne zu steile, zu schmale oder zu unwegsame Altstraße, auf der früher Säumer mit Hilfe von Saumtieren Güter transportierten. Saumpfade finden sich vor allem im Gebirge. Die heute veraltete Bedeutung des Wortes Saum für „Last“ stellt diesen Zusammenhang dar.
Viele historische Alpenübergänge waren als Saumpfade ausgelegt und verfügten über ein Netz von Saumstationen, wo die Waren auf andere Tiere umgeladen wurden. Als Saumtiere kamen in Europa in erster Linie Esel, Maultiere und Pferde zum Einsatz. Das Transportgut wurde mit Packsätteln auf den Tieren befestigt. Die lichte Weite des Saumpfads betrug auf Gebindehöhe mindestens 3 Meter, was etwa bei einem Steig nicht immer der Fall ist.

## Geschichte

### Frühzeit und Antike

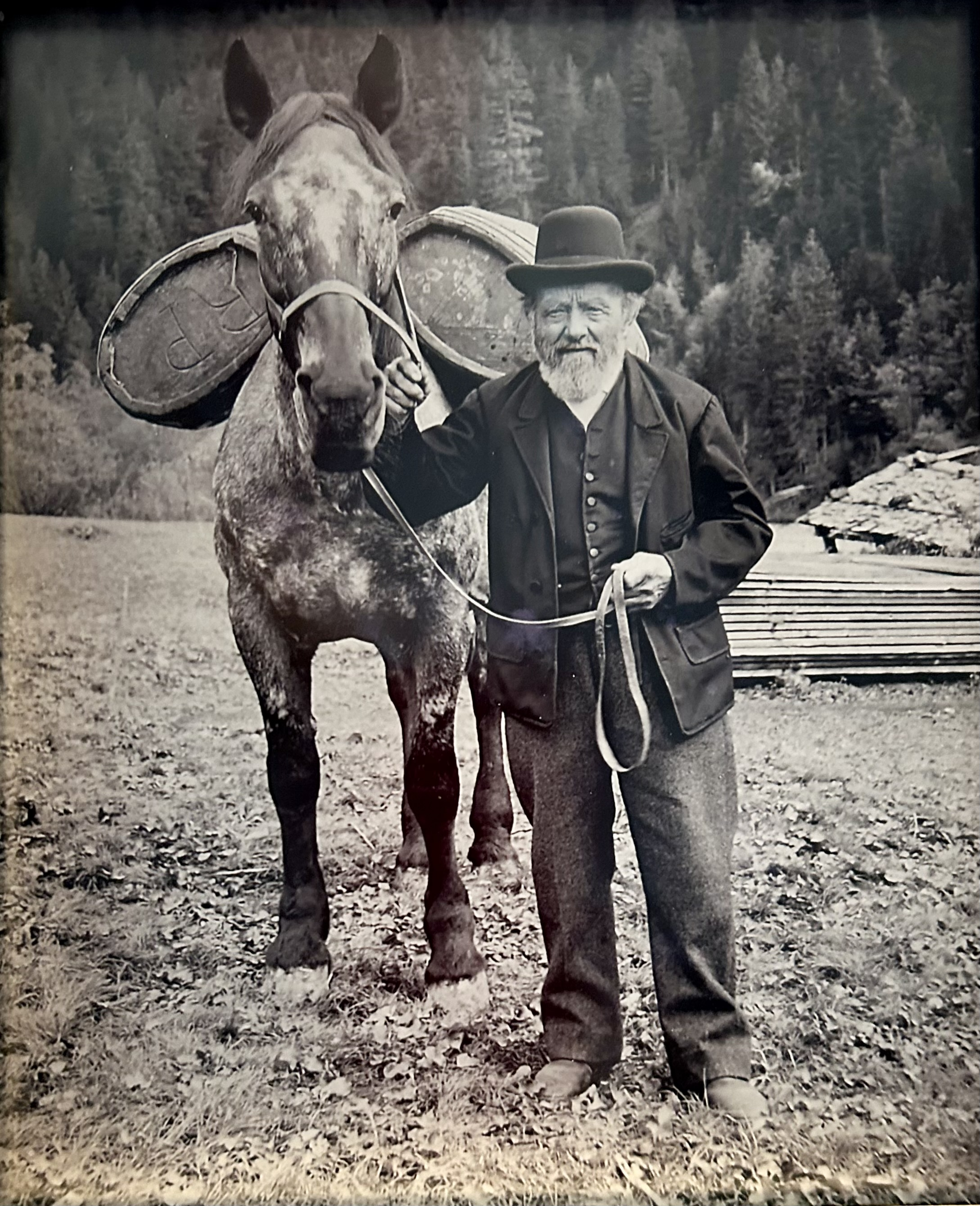
Josua Zinsli, der letzte Säumer über den Glaspass

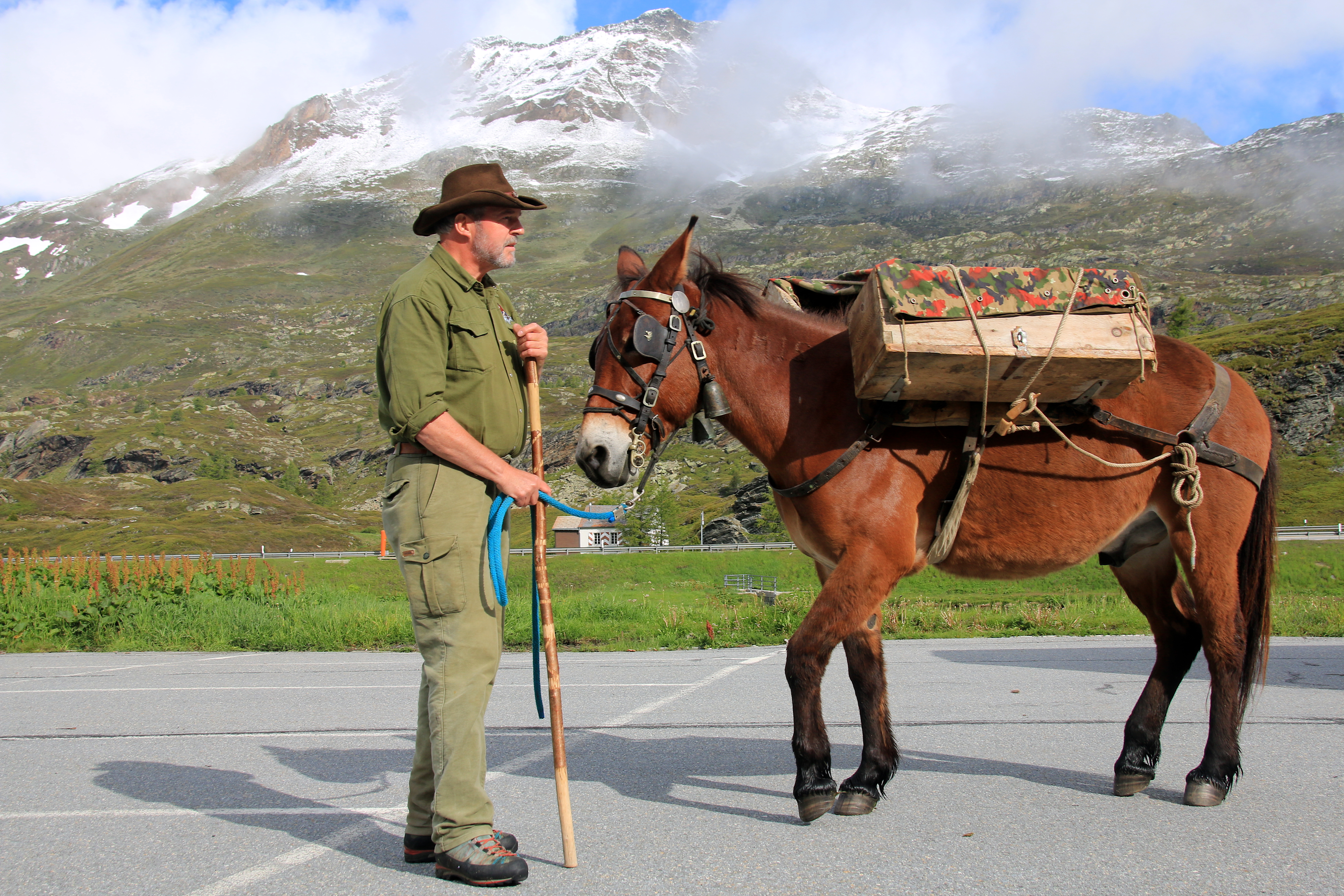
Säumer am Simplonpass 2020

Der Transport von Waren mit Saumtieren ist durch Felszeichnungen bei Carschenna, oberhalb Thusis und am Weg zum Splügenpass, bereits seit etwa 1000 v. Chr. belegt und war in dieser Zeit – neben dem Transport auf dem Rücken von Menschen (Träger) – die einzige Möglichkeit, Güter über die Alpen zu transportieren. Erst in römischer Zeit entstanden mit Brenner, Reschenpass, Malojapass, Septimerpass und Julierpass karrentaugliche Wege über die Alpen.

### Mittelalter
Nach dem Niedergang des Handels zur Zeit der Völkerwanderung etablierte sich das Saumwesen im Mittelalter, und es tauchten mehr und mehr Urkunden über Säumerordnungen auf. Die Säumer schlossen sich zu Genossenschaften, den sogenannten Porten, zusammen, die von den Landesfürsten Geleitschutz bekamen: die sogenannten Fürleit. Die Säumer entwickelten eine eigene Rechtsordnung; vor Gericht berief man sich auf den Säumwerksgebrauch. Die transportierten Waren wurden in Susten zwischengelagert und umgeschlagen.
Begleitete zunächst noch der Besitzer seine Ware hoch zu Ross, etablierte sich gegen Ende des Mittelalters der Stracksäumer, der die Ware direkt bis zum Empfänger lieferte. Mit der Ware wurde stets auch ein Fuhrbrief mitgeführt, die sogenannte Pollitte.

### Neuzeit
Die Blütezeit des Saumwesens im 15. und 16. Jahrhundert endete mit der im 17. Jahrhundert aufkommenden Post und den immer besser ausgebauten Straßen. In den Alpen verlor die Säumerei ihre wirtschaftliche Bedeutung jedoch erst mit dem Ausbau vieler Pässe zu Fahrstraßen; am Simplon 1806, am Splügen 1822, am Gotthard 1830, und mit dem Bau der Gotthardbahn 1882 fiel sie vollends weg.
Vereinzelt wird auch heute noch gesäumt, so zum Beispiel zum Bau und zur Versorgung von Schutzhütten der europäischen Alpenvereine. Nicht zuletzt bedingt durch staatliche Zuschüsse für die Versorgung von Alpen, Almen und Schutzhütten im Alpenbereich mit Hubschraubern wird die Säumerei in Europa heute fast nur noch als Liebhaberei und Hobby betrieben.

## Saumwege (Auswahl)
Die meisten Saumpfade sind heute entweder verfallen oder wurden zu vollwertigen Straßen ausgebaut.
Italien:
- Kuntersweg entlang der Brennerroute

Österreich:
- in den Hohen Tauern: Kalser Tauern, Hochtor, Felber Tauern, Krimmler Tauern
- in der Silvretta: Futschölpass, Fimberpass
- in den Ötztaler Alpen: Hochjoch
- in den Schladminger Tauern: Sölkpass

Schweiz:
- Splügenpass
- Grimselpass
- Griespass
- Euschelspass
- Via Sbrinz
- weitere: siehe Liste der Pässe in der Schweiz #Schweizer Saumpfade

Deutschland und Tschechien:
- Goldener Steig